# Nació wintun Yocha Dehe
La Nació wintun Yocha Dehe és una tribu reconeguda federalment dels wintun, específicament patwins o wintun meridionals, al comtat de Yolo (Califòrnia). Antigament eren coneguts com a ranxeria índia Rumsey d'indis Wintun de Califòrnia.

## Govern
La Nació wintun Yocha Dehe té la seu a Brooks (Califòrnia). És regit per un consell tribal de cinc membres escollit democràticament que gestiona serveis i empreses com la Yocha Dehe Wintun Academy, Yocha Dehe Fire Department, Yocha Dehe Community Fund, Yocha Dehe Farm and Ranch, Cultural Resources Department, Health and Wellness Department, Environmental Department, Tribal Gaming Agency, i el Cache Creek Casino Resort. L'actual cap tribal és Marshall McKay.

## Reserva
La reserva de la tribu és la ranxeria Rumsey, una ranxeria reconeguda federalment a les Cadenes Costaneres Californianes. Establida en 1907, la ranxeria té una superfície de 185 acres.

## Cultura
La Nació wintun Yocha Dehe Wintun són patwins, els territoris tradicionals dels quals són vora la vall del riu Sacramento. El patwin és del grup penutià. La subsistència tradicional inclou la pesca del rei salmó, recol·lecció de glans, la caça i la recol·lecció de vegetals.

## Desenvolupament econòmic
La nació wintun Yocha Dehe posseeix i gestiona el Cache Creek Casino Resort, que inclou hotel, spa, i camp de golf, així com nombrosos restaurants: C2 Steak and Seafood, Chang Shou, The Sports Page, Harvest Buffet, Canyon Cafe, The Deli, Asian Kitchen, Sweets Etc., i Loco Express, tots situats a Brooks. La tribu també té diversos interessos agrícoles com el cultiu de raïm de vi i d'olives arbequines. Seka Hills és la marca tribal d'oli d'oliva.